# Щурик сірогорлий
Щурик сірогорлий (Progne chalybea) — вид горобцеподібних птахів родини ластівкових (Hirundinidae). 

## Поширення
Вид поширений в Центральній та Південній Америці від Мексики до Аргентини. Середовище його існування складається з субтропічних і тропічних вологих рівнинних лісів, мангрових заростей, саван, луків, водно-болотних угідь (річки, струмки, водоспади та водоспади, болота, болота), оброблених земель і міських територій.

## Опис
Птах завдовжки до 18 см. Має синювато-чорну спину, попелясте горло і груди з легкою світлою хвилею, а черевна частина біла.

## Підвиди
- P. c. chalybea (Gmelin, 1789): гніздиться від Мексики через Центральну Америку на південь до центральної Бразилії.
- P. c. warneri Phillips, A.R., 1986: в західній Мексиці.
- P. c. macrorhamphus – Brooke, 1974: гніздиться далі на південь у Південній Америці до центральної Аргентини.